# Stahlflecktäubchen
Das Stahlflecktäubchen (Turtur afer) ist eine Art der Taubenvögel. Es ist eine kleine bodenbewohnende Afrikanische Buschtaube und kommt ausschließlich in Afrika vor.

## Erscheinungsbild
Das Stahlflecktäubchen erreicht eine Körperlänge von 22 Zentimetern. Es ist damit erheblich kleiner als eine Lachtaube. Der Körperbau ist verglichen mit dieser Art jedoch deutlich kompakter. Ein Geschlechtsdimorphismus besteht nicht.
Der Oberkopf des Stahlflecktäubchens ist bläulich grau, der Vorderkopf ist etwas aufgehellter. Von der Schnabelbasis verläuft ein schmaler schwarzer Streif zum Auge. Hals und Brust sind bräunlich rosa. Die Kehle ist etwas aufgehellter, der Bauch heller als die Körperoberseite. Auf den größeren Flügeldecken sind jeweils zwei große, metallisch bläulich schimmernde Flecken, die für diese Art namensgebend waren. Der Schnabel ist rot und hellt zur Spitze hin gelblich auf.

## Verbreitung und Lebensraum
Das Stahlflecktäubchen kommt vor allem in West- und Zentralafrika vor. Es gibt auch Populationen in Äthiopien und Somalia, aber das Verbreitungsgebiet ist hier deutlich disjunkt. Im südlicheren Afrika kommt sie über Kongo bis nach Kenia und Tansania, dem Süden von Mosambik und dem Nordosten Südafrikas vor. Es bewohnt deutlich humidere Habitate als das Bronzeflecktäubchen. Der Lebensraum sind semihumide Wälder und immergrüne Dickichte in Akazien und Combretum-Savannen. Wälder entlang von Flussläufen und in Küstengebieten gehören gleichfalls zu den typischen Lebensräumen dieser Art. Das Stahlflecktäubchen ist in seinen Lebensraumansprüchen grundsätzlich aber anpassungsfähig und kommt auch auf landwirtschaftlichen Flächen und Sekundärwäldern vor. Die Höhenverbreitung reicht vom Tiefland bis in Höhen von 2.000 Meter über NN.

## Verhalten

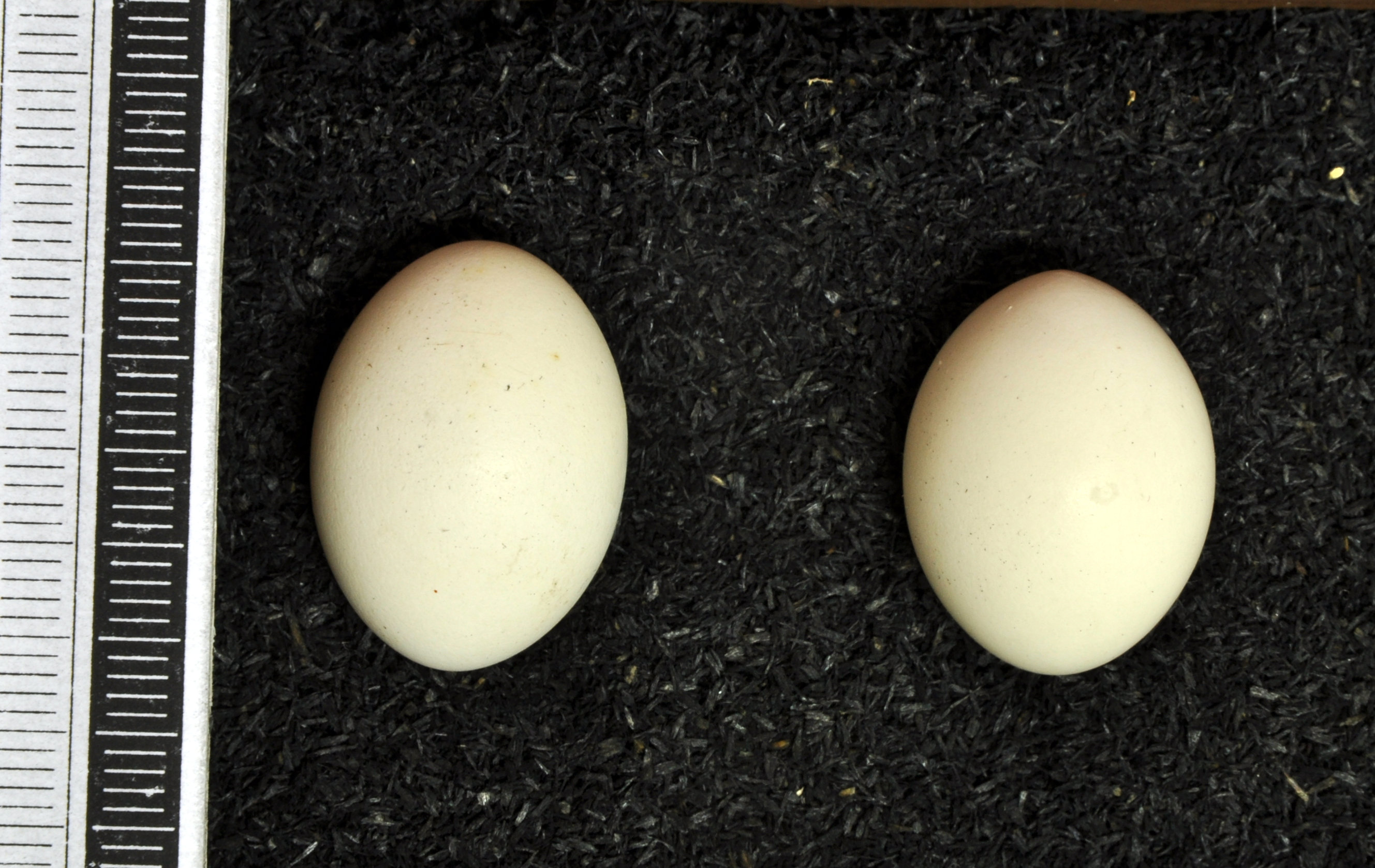
Gelege, Sammlung Museum Wiesbaden

Das Stahlflecktäubchen ist grundsätzlich ein Standvogel. Lokale und zum Teil auch saisonale Wanderungen sind abhängig vom Regenfall. In Ghana wandert das Stahlflecktäubchen während der Trockenzeit beispielsweise nach Süden. In Mali kommt die Art ausschließlich während der Regenzeit vor. Es frisst kleine Sämereien von Gräsern und Kräutern. Die Fortpflanzungszeit ist an keine Jahreszeit gebunden. Das Nest wird niedrig in Bäumen oder Sträuchern errichtet und ist eine flache, lose errichtete Plattform aus Zweigen und kleinen Wurzeln. Stahlflecktäubchen nutzen gelegentlich auch die verlassenen Nester anderer Vogelarten. Das Gelege besteht aus zwei weißen Eiern. Die Brutzeit beträgt 13 Tage. Beide Elternvögel brüten. Die Jungen sind nach 13 bis 14 Tagen flügge. Sie werden im Revier der Altvögel geduldet, bis sie ihr adultes Federkleid tragen.

## Belege